# Elampus sanzii
Elampus sanzii är en stekelart som beskrevs av Gogorza 1887. Elampus sanzii ingår i släktet spatelguldsteklar och familjen guldsteklar. Arten är tillfälligt reproducerande i Sverige.